# Carlos Isola
Carlos Isola (1897) é um ex-futebolista argentino que atuava como goleiro.
Isola é um dos maiores ídolos do River Plate. Foi considerado o primeiro goleiro-espetáculo do futebol argentino, ficando conhecido pela agilidade e flexibilidade. Curiosamente, era insider esquerdo, só passando a defender as redes ao ser improvisado nesta posição quando o goleiro titular se ausentou para certa partida.
Deixou o River, pelo qual chegou a marcar três gols,e o futebol em 1925: embora fosse uma figura conhecida, não era remunerado pelo esporte, ainda amador, na época. Voltou a atuar por dez minutos pelo clube em 1957, aos 60 anos, na partida que homenageou Ángel Labruna, saindo emocionado para dar seu lugar a Amadeo Carrizo.